# Ewoud Gommans
Ewoud Gommans (ur. 17 listopada 1990 w Voorschoten) – holenderski siatkarz, grający na pozycji przyjmującego, reprezentant Holandii. 
Jego żoną jest serbska siatkarka Sanja Bursać.

## Przebieg kariery
| Lata                      | Klub                     |
| ------------------------- | ------------------------ |
| 2007–2010                 | HvA Volleybal            |
| 2010–2011                 | Dynamo Apeldoorn         |
| 2011–2013                 | Moerser SC               |
| 2013–2014                 | TSV Unterhaching         |
| 2014–2016                 | AS Cannes VB             |
| 2016–2017                 | Arago de Sète            |
| 2017–2018                 | Draisma Dynamo Apeldoorn |
| 2018–2019                 | Volley Amriswil          |
| 2019–2020 (do 01.2020)    | Chaumont VB 52           |
| 2020–2020 (od 12.01.2020) | United Volleys Frankfurt |
| 2020–2021                 | Universitatea Krajowa    |
| 2021–2023                 | Dinamo Bukareszt         |
| 2023–                     | CSM Corona Brașov        |

## Sukcesy klubowe
Liga holenderska:
- 2010
- 2011, 2018

Superpuchar Holandii:
- 2010

Puchar Holandii:
- 2011

Puchar Niemiec:
- 2013

Liga niemiecka:
- 2014

Puchar Szwajcarii:
- 2019

Liga szwajcarska:
- 2019

Liga rumuńska:
- 2024[5]
- 2022[6], 2025[7]
- 2021

Superpuchar Rumunii:
- 2021, 2022

Puchar Rumunii:
- 2025[8]

## Sukcesy reprezentacyjne
Liga Europejska:
- 2019